# Château de Vergèze
Le château de Vergèze est un château situé à Vergèze, dans le département du Gard et la région Languedoc-Roussillon.

## Histoire
Ce château fait l’objet d’une inscription au titre des monuments historiques depuis le 6 décembre 1949.
Il est aujourd'hui propriété d'une personne privée.